# Канифольный (платформа)
Канифольный — остановочный пункт Горьковской железной дороги, расположенный в городе Балахна Нижегородской области.

## История
В 2020 году с инициативой о строительстве платформы выступили жители микрорайона Канифольный и работники располагающихся поблизости предприятий. За полтора месяца с момента обращения был решён вопрос об организации остановочного пункта и с 28 декабря 2020 года остановочный пункт включён в расписание пригородных электропоездов. Остановка стала четвёртой в черте города после станций Балахна и Правдинск, а также остановочного пункта Ваняты.

## Местоположение
Платформа находится на участке железнодорожной линии Нижний Новгород — Заволжье между станциями Балахна и Правдинск. Остановочный пункт располагается в одноимённом микрорайоне, имеет один выход, ведущий к улицам Первомайская и Шевченко. В непосредственной близости располагается завод «Рускомтранс», садовые товарищества и Тёплое озеро.
Платформа имеет выход к двум конечным остановкам городских автобусов, расположенных по обе стороны от железной дороги. Со стороны завода «Рускомтранс» осуществляется отправление автобусов № 12 и 17, со стороны улицы Шевченко — № 6.

## Перспективы
Для ускорения строительства остановочного пункта, изначально была установлена временная короткая платформа, которая не способна принять электропоезд целиком. При подъезде к остановке, в электропоездах звучит объявление о том, что посадка и высадка осуществляется из первого вагона, при этом из некоторых поездов невозможен вход и выход через первый тамбур. О сроках строительства постоянной платформы не сообщается.